# Liste des as américains de la Seconde Guerre mondiale
Liste des as de l'aviation américaine combattant durant la Seconde Guerre mondiale. Pour les autres pays voir la Liste des as de la Seconde Guerre mondiale.

## Principaux As américains de la Seconde Guerre mondiale
Source du tableau: 
| Nom                  | Victoires | Armées |
| -------------------- | --------- | --- |
| Richard Bong         | 40        | US Army Air Force (5th USAAF - front du Pacifique, sur Lockheed P-38 Lightning)                                                                         |
| Thomas McGuire       | 38        | US Army Air Force (5th USAAF - front du Pacifique, sur Lockheed P-38 Lightning)                                                                         |
| David McCampbell     | 34        | US Navy sur Grumman F6F Hellcat |
| Francis Gabreski     | 28        | US Army Air Force (8th USAAF - 56th Figurer Group |
| Gregory Boyington    | 28        | US Marine Corps. Ancien des Tigres Volants de Claire Lee Chennault. Chef de la VMF-214 "Baa Baa Black Sheep" volant sur Chance-Vought F4U Corsair       |
| Robert S. Johnson    | 28        | US Army Air Force |
| Charles Mac Donald   | 26        | US Army Air Force |
| Joe Foss             | 26        | US Marine Corps |
| John Meyer           | 24        | US Army Air Force |
| Leonard "KIT" Carson | 18.5      | 8th Air Force - 357th Fighter Group - "Nooky Booty IV"                                                                                                  |
| David Lee "Tex" Hill | 18        | American Volunteer Group "Flying Tigers" (Tigres volants de C. L. Chennault) pour 12,25 victoires, puis US Army Air Force (14th USAAF) pour 6 victoires |

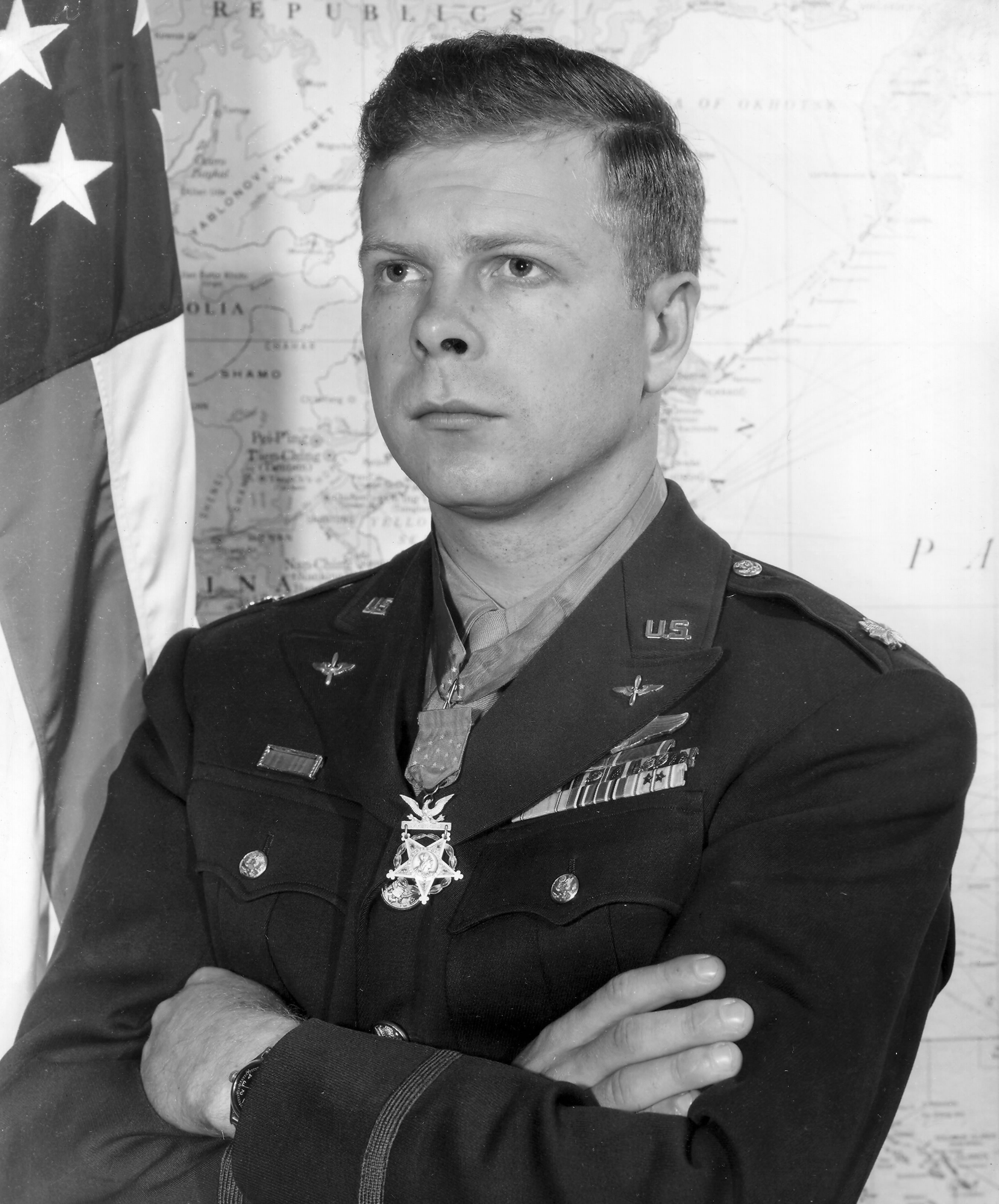
Richard Bong
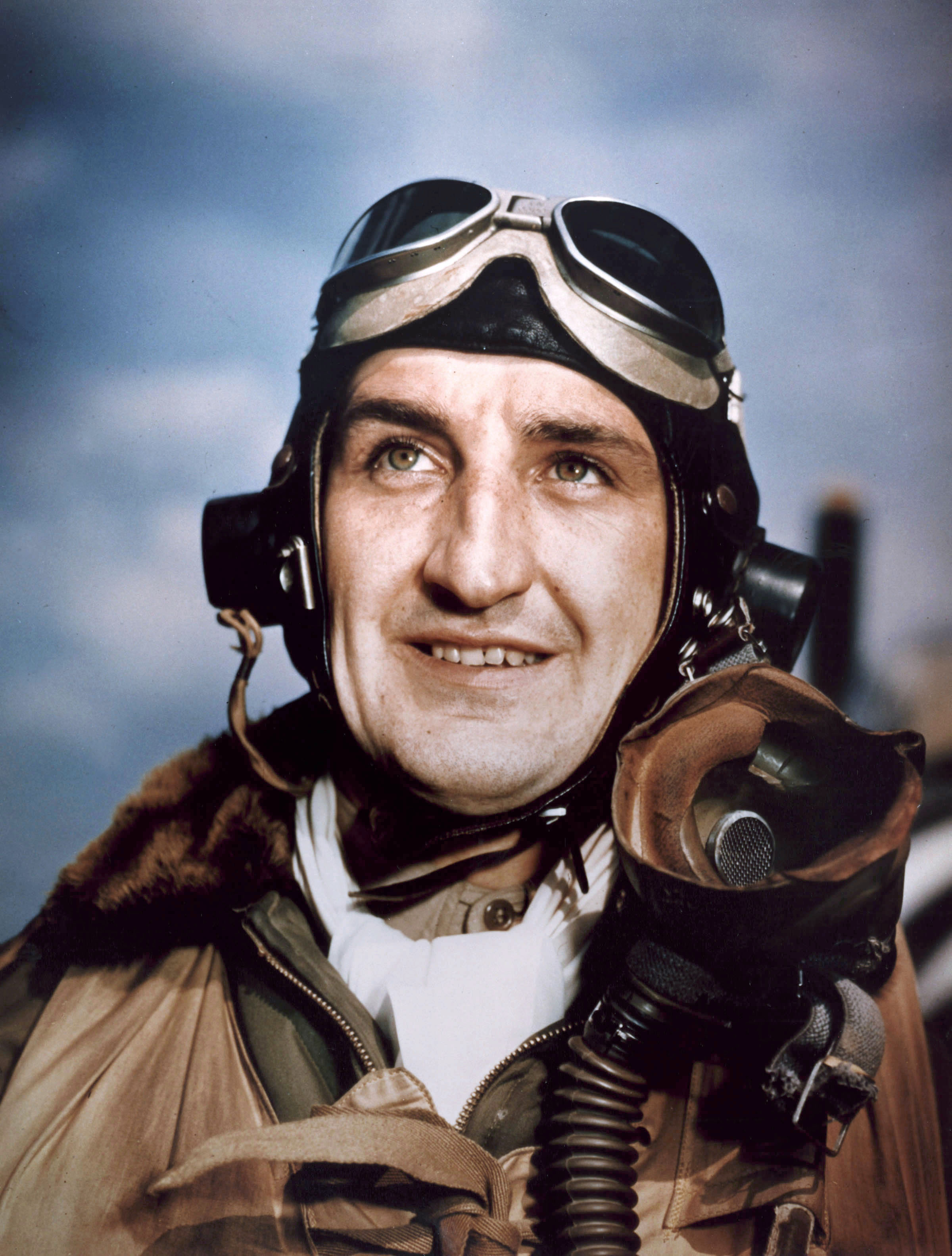
Francis Gabreski
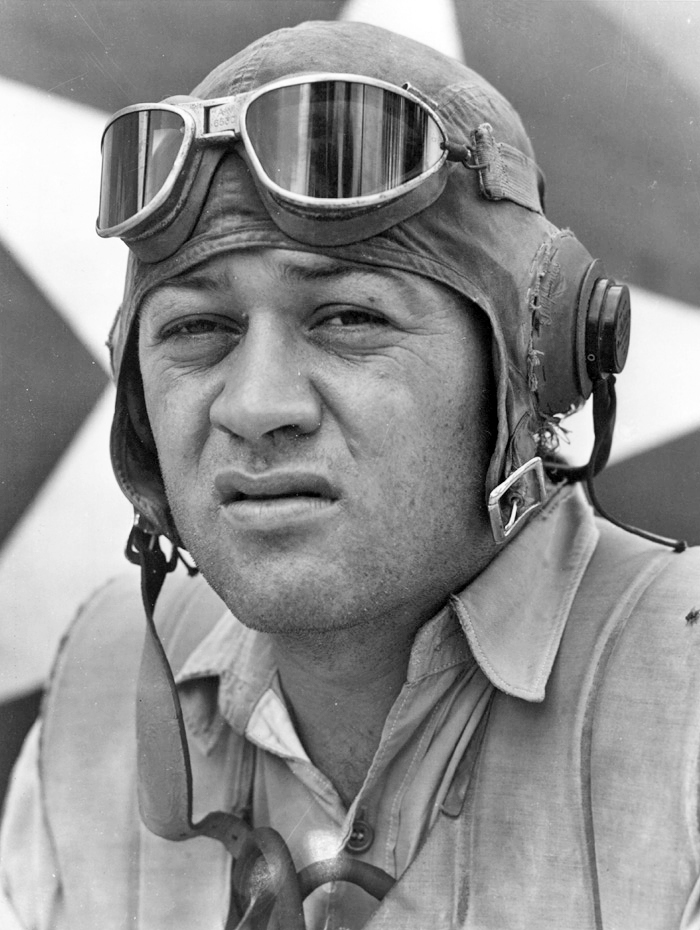
Pappy Boyington
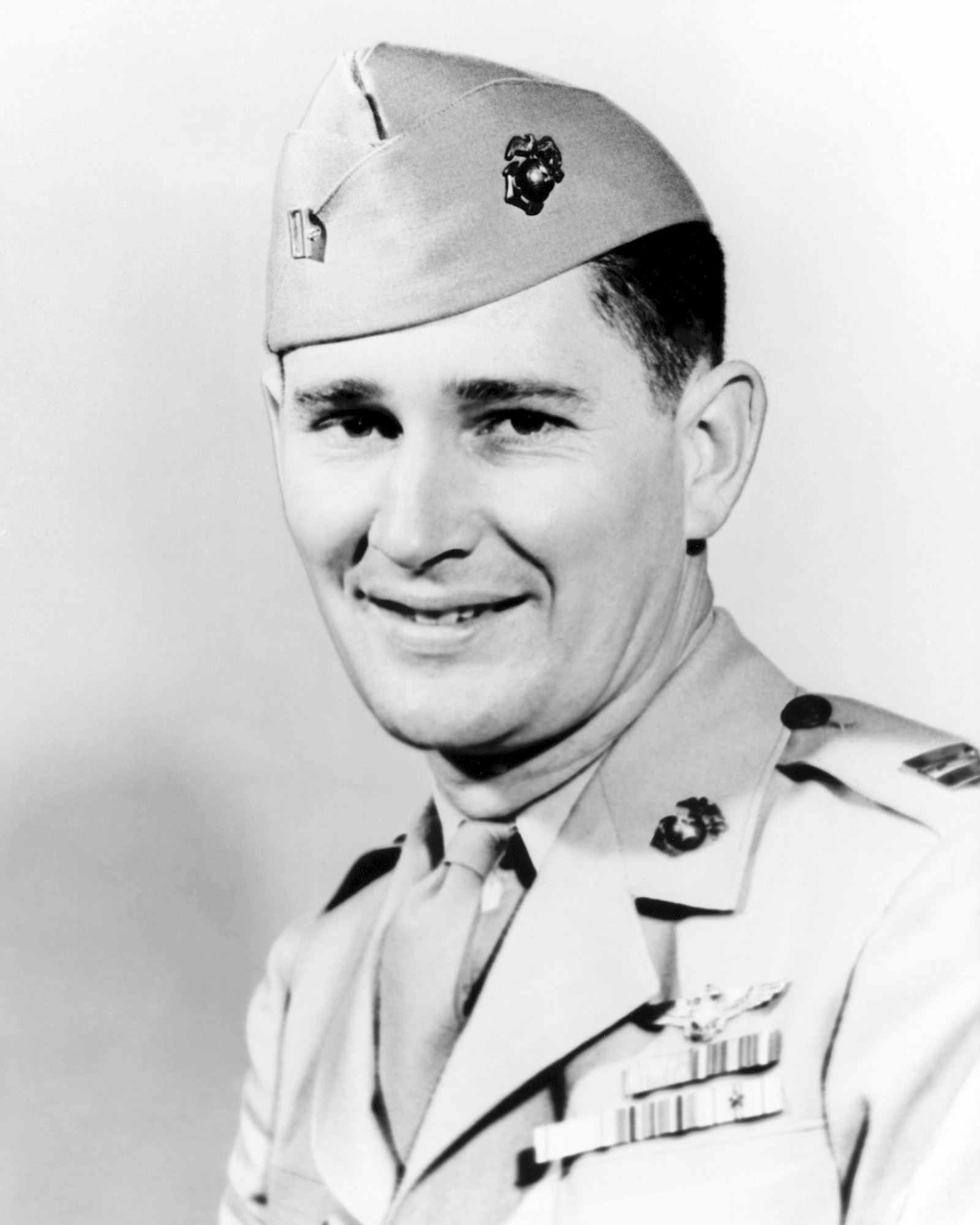
Joe Foss

## Liste d'As américains de la Seconde Guerre mondiale
Classement par ordre alphabétique:

### A
- Robert Wilson Abernathy (USAAF)
- Fred F. Ackerman
- Burnell W. Adams
- Charles E. Adams Jr.
- Fletcher E. Adams
- Robert H. Adams
- John M. Ainlay
- Donald Nathan Aldrich
- John R. Alison (en)
- Calvin D. Allen Jr.
- David W. Allen
- William H. Allen
- Richard L. Alexander
- Stuart C. Alley Jr.
- Ernest J. Ambort
- Robert H. Ammon
- Dudley Moore Amoss
- Benjamin C. Amsden
- Leslie E. Andersen
- Alexander L. Anderson
- "Bud" Clarence E. Anderson
- Charles F. Anderson Jr.
- Richard H. Anderson
- Robert H. Anderson
- William Y. Anderson
- Wyman D. Anderson
- Stephen W. Andrew
- Stanley O. Andrews
- Lester L. Arasmith
- Lee Archer (pilote)
- David Barnes Archibald
- William E. Aron
- Robert W. Aschenbrener (en)
- Abner M. Aust Jr.
- Eugene D. Axtell
- George C. Axtell (en)

### B
- Donald Arthur Baccus
- Jack Albrecht Bade
- Oscar Clark Bailey
- Robert Baird
- Douglas Baker
- Duane S. Baker (Maj.)[réf. nécessaire]
- Ellis Crain Jr. Baker
- Robert Morris Baker
- Fred Edward Bakutis
- Donald Luther Balch
- Frank Bernard Baldwin
- Henry William Balsinger
- Raymond Matt Bank
- Ernest Edward Bankey Jr. (en)
- John Lawrence Banks
- William Mcgowan Banks
- Bruce Mcdonald Barackman
- Rex Theodore Barber
- Frederic Abshire Bardshar
- James Doyle Bare
- Robert Merrill Barkey
- Lloyd Glynn Barnard
- James Malcolm Barnes
- Truman Sheldon Barnes
- John Wilson Bartol
- Robert Lee Baseler
- Hugh Nash Batten
- Harold William Bauer (en)
- Aaron Lendon Bearden
- Paul Hector Norman Beaudry
- Edward H. Jr. Beavers
- Paul Sarachon Bechtel
- Robert Herbert Becker
- Walter Carl Beckham
- Marshall Ulrich Beebe[1]
- Donald Merrill Beerbower
- Duane Willard Beeson
- Louis Benne
- Joseph Houston Bennett
- Walter Gottlieb Jr. Benz
- Jack Stanley Berkheimer
- Norman Rahn Berree
- Richard Lauren Bertelson
- William Rockafeller Beyer
- Carl Gordon Bickel
- Edward F. Bickford
- Hipolitus Thomas Biel
- Henry Smythe Bille
- Walter D. Bishop
- John Thomas Blackburn (en), USN 11.0 kills
- Samuel Vernon Blair
- William Knox Blair
- Donald James Mathew Blakeslee
- Richard Buckner Blaydes
- Wayne K. Blickenstaff
- Laurence Elroy Blumer
- Robert Leslie Blyth
- Donald Harlow Bochkay
- Hampton Edward Boggs
- Alfred George Bolduc
- John Franklin Jr. Bolt
- John Wesley Bolyard
- Richard Bong
- William Jerome Bonneau
- Stephen Jacob Jr. Bonner
- Robert John Booth
- Clarence Alvin Borley
- Ernest Olas Bostrom
- George Eugene Bostwick
- Gregory "Pappy" Boyington
- Gerald Francis Boyle
- Jack Tarlton Bradley
- John Lewis Bradley
- Arthur James Brassfield
- Richard Lane Braun
- Charles Walter Brewer
- Michael Brezas
- Johnie James Bridges
- John Gilpin Bright
- Mark Kenneth Bright
- Joseph Elmore Broadhead
- Samuel Joseph Jr. Brocato
- James Lynn Brooks
- Henry William Brown
- Samuel Jesse Brown
- Robert Harold Brown
- William Perry Jr. Brown
- Meade Marsh Brown
- Harley Lee Brown
- Gerald A. Brown
- Carl Allen Jr. Brown
- Quince Lucien Brown
- Harry Winston Brown
- James William Browning
- Lowell Kermit Brueland
- Carland Edward Brunmier
- William Elmer Jr. Bryan
- Donald Septimus Bryan
- James Arthur Bryce
- Robert Lester Buchanan
- George Thad Jr. Buck
- Paul Douglas Buie
- William Eugene Burckhalter
- Clinton Dewitt Burdick
- Franklin Norfolk Burley
- Robert Lee Iii Burnett
- Roy Otis Jr. Burnett
- Howard Mcclain Burriss
- Francis Xavier Bushner
- Robert Lee Buttke
- Robert Joseph Byrne
- Matthew Sylvester Jr. Byrnes
- Robert C. Byrnes

### C
- James B. Cain
- Raymond H. Callaway
- Richard A. Campbell
- John A. Campbell
- Richard G. Candelaria
- John B. Carder
- Raymond C. Care
- Henn A. Carey Jr.
- Marion Eugene Carl (en)
- Kendall E. Carlson
- William A. Carlton
- Daniel A. Carmichael
- George Carpenter
- George R. Carr
- Bruce W. Carr
- Walter J. Carroll
- Charles H. Carroll
- Leonard Kyle Carson
- James R. Carter
- William Northrop Case
- Nial K. Castle
- Dean Caswell
- Charles J. Cesky
- George F. Ceuleers
- Henry K. Champion
- Frederic F. Champlin
- Creighton Chandler
- George T. Chandler
- Van E. Chandler
- Philip G. Chapman
- Levi Richard Chase
- Leonard J. Check
- Oscar I. Chenoweth
- Lewis W. Chick Jr.
- Arthur Chin (en)
- Frederick Joseph Christensen (en)
- Lawrence A. Clark
- Robert A. Clark Jr.
- James Averell Clark
- Walter E. Clark Jr.
- Arthur B. Cleaveland
- Donald C. Clements
- Robert E. Clements
- Dallas A. Clinger Jr.
- Vivian A. Cloud
- Robert C. Coats Jr.[1]
- Paul R. Cochran
- Oscar H. Coen
- Robert L. Coffey
- Thaddeus T. Coleman
- Wilson M. Coleman
- Frank J. Collins
- William M. Collins
- J.D. Collinsworth
- Philip E. Colman Jr.
- Gordon B. Compton
- Harold E. "Bunny" Comstock (en)
- Arthur Roger Conant
- Edwin Stanley Conants
- Henry L. Ii Condon
- Jack E. Conger
- Paul A. Conger
- Thomas J. Conroy
- Philip J. Conserva Jr.
- Walter V. Cook
- Merle M. Coons
- William E. Copeland
- Paul Cordray
- Richard L. Cormier
- Leland B. Cornell
- Richard D. Cowger
- Ralph L. Cox
- Bryan D. Cozart
- Melvin Cozzens
- Edward "Porky" Cragg (en)
- Clement M. Craig
- Daftell S. Cramer
- Niven K. Cranfill
- Ray Crawford
- Claude J. Crenshaw
- Harry C. Crim
- Donald F. Cronin
- John T. Crosby
- William E. Crowe
- Arthur W. Cruikshank
- William J. Cullerton (en)
- Donald M. Cummings
- Arthur C. Cundy
- Daniel G. Cunningham
- James N. Cupp
- Louis E. Curdes
- John Harvey Curry
- Robert C. Curtis
- Warren D. Curton
- Frank A. Cutler
- Edward J. Czarnecki

### D
- Perry J. Dahl
- Kenneth H. Dahlberg (en)
- Kenneth J. Dahms
- William C. Daley
- James B. Dalglish
- Fernley H. Damstrom
- Jack S. Daniell
- William A. Daniel
- Merl W. Davenport
- George H. Davidson
- C. E. Davies
- Barrie S. Davis
- Clayton E. Davis
- George A. Davis Jr. (en)
- Glendon V. Davis
- Leonard K. Davis
- Ralph H. Davis
- Robert H. Davis
- George E. Dawkins Jr.
- William C. Day Jr.
- Gregory A. Daymond
- Richard S. Deakins
- Cecil O. Dean
- William A. Dean Jr.
- Zach W. Dean
- John W. Dear Jr.
- Jefferson J. DeBlanc
- Leslie Decew
- Edwin L. Degraffenreid
- Robert M. Dehaven
- George Della
- Philip Cunliffe De Long
- Anthony J. Denman
- Reuben H. Denoff
- Elliott E. Dent Jr.
- Richard O. Devine
- Lawrence A. Dewing
- Robert A. M. Dibb
- Frederick E. Dick
- Michael Dikovitsky
- Joseph V. Dillard
- William J. Dillard
- Eugene Dillow
- John Francis Dobbin
- George A. Doersch
- Archie Glenn Donahue
- I. B. Jack Donaldson
- Landis E. Doner
- Harry W. Dorris
- Jefferson D. Dorroh
- Frederick J. Dorsch Jr.
- Paul P. Douglas Jr.
- Cecil J. Doyle
- Charles W. Drake
- Irwin H. Dregne
- Urban L. Drew
- William C. Drier
- Daniel B. Driscoll
- Frank C. Drury
- Paul E. Drury
- Francis E. Dubisher
- Charles H. Dubois
- Alex S. Duerre
- James E. Duffy
- James E. Duffy Jr.
- Richard E. Duffy
- Walter F. Duke
- John S. Dunaway
- George C. Duncan
- Glenn Emile Duncan
- Robert W. Duncan
- Fred L. Dungan
- William D. Dunham
- Richard W. Dunkin
- Bernard Dunn
- "Poppy" William Robert Dunn
- Parker Dupouy
- Dewey F. Durnford

### E
- Glenn T. Eagleston
- Hoyt A. Eason
- Clyde B. East
- David B. Eastham
- Richard T. Eastmond
- Byron A. Eberts
- William G. Eccles
- Herbert Eckard
- Billy C. Edens
- Willard E. Eder[1]
- Selden R. Edner
- Edward B. Edwards Jr.
- William C. Edwards Jr.
- Joseph L. Egan Jr.
- John L. Eider
- Robert A. Elder
- Ralph E. Elliott
- Vincent T. Elliott
- Hugh McJ. Elwood
- Warren S. Emerson
- Wallace N. Emmer
- Benjamin H. Emmert Jr.
- Eugene H. Emmons
- James W. Empey
- James J. England
- John Brooks England
- Herman E. Ernst
- Andrew J. Evans
- Roy W. Evans
- Eric A. Evenson
- Lee R. Everhart
- Loran D. Everton

### F
- John W. Fair
- "Foob" David Charles Fairbanks
- Grover E. Fanning
- Charles D. Farmer
- Robert A. Farnsworth
- William Farrell
- Robert P. Fash
- Richard D. Faxon
- Alfred J. Fecke
- Edward L. Feightner (en)
- Sylvan Feld
- Marion C. Felts
- James E. Fenex Jr.
- Ernest C. Fiebelkorn
- Arthur C. Fiedler Jr.
- William F. Fiedler Jr.
- Virgil C. Fields Jr.
- Howard J. Finn
- Charles R. Fischette
- Edwin O. Fisher
- Don Horns Fisher
- Rodney W. Fisher
- Jack A. Fisk
- Harry E. Fisk
- Nelson D. Flack Jr.
- James H. Flatley
- Richard H. Fleischer
- Patrick Dawson Fleming
- Francis M. Fleming
- Kenneth A. Flinn
- Frank E. Foltz
- Ralph E. Foltz
- Paul John Fontana
- Kenneth M. Ford
- George Formanek Jr.
- Samuel W. Forrer
- Joseph M. Forster
- Norman J. Bud Fortier
- Joseph Jacob Joe Foss
- Carl C. Foster
- William B. Foulis Jr.
- James M. Fowle
- Richard E. Fowler Jr.
- Robert William Foy
- Marvin J. Franger
- Ben G. Franger
- Dwaine R. Franklin
- John M. Franks
- Carl M. Frantz
- Robert B. Fraser
- Kenneth D. Frazier
- Doris C. Freeman
- James B. French
- Alfred L. Frendberg
- Alfred C. Froning
- Earl R. Fryer
- Harold N. Funk

### G
- "Gabby" Francis Stanley Gabreski
- Franklin T. Gabriel
- Frank L. Gailer Jr.
- Robert E. Galer (en)
- Kenneth W. Gallup
- Charles S. Gallup
- Dwight B. Galt
- John R. Galvin
- William A. Gardner
- Warner F. Gardner
- Vermont Garrison (en)
- Frank L. Gaunt
- Noel Gayler
- "Don" Dominic Salvatore Gentile
- Francis R. Gerard
- Steven Gerick
- Grover D. Gholson
- Robert D. Gibb
- Clement D. Gile
- Roy F. Gillespie
- Edward Lester Gimbel
- William K. Giroux
- Cyrus R. Gladen
- Michael Gladych
- George W. Gleason
- Maxwell H. Glenn
- Fred W. Glover
- John Trevor Godfrey
- Lindley W. Godson
- Robert J. Goebel
- Walter J. Goehausen Jr.
- Robert E. Goodnight
- James A. Goodson
- Donald "Flash" Gordon (en)
- Edmund R. Goss
- Norman D. Gould
- Gordon M. Graham
- Robert F. Graham
- Vernon E. Graham
- Lindol F. Graham
- Marvin E. Grant
- John Floyd Gray
- Rockford V. Gray
- James S. Gray
- "Herky" Herschel Harper Green (en)
- Lee O. Gregg
- Hayden A. Gregory
- Walter V. Gresham
- Billy M. Gresham
- Richard J. Griffin
- Joseph Henry Griffin
- James W. Griffis
- Robert C. Griffith
- Clayton K. Gross
- LeRoy V. Grosshuesch
- William Grosvenor Grosvenor Jr.
- Charles F. Gumm
- Cheatham W. Gupton
- Harlan I. Gustafson
- Fred E. Gutt

### H
- Samuel B. Hibbard
- Charles H. Haverland Jr.
- James E. Hoffman Jr.
- Mark E. Hubbard
- Roger A. Haberman
- Henry B. Hamilton
- Willis E. Hardy
- A. A. Harrington
- Frank C. Heath
- William J. Hennon
- Frank A. Hill
- Harry E. Hill
- John J. Hockery
- John C. "Pappy" Herbst (en)
- David Lee "Tex" Hill
- Ralph Kidd Hofer (en)
- Bill Harris
- Cyril F. Homer
- Arthur R. Hawkins
- James H. Howard
- Roy W. Howard
- John F. Hampshire
- Bruce K. Holloway (en)
- "Bob" Robert Murray Hanson
- "Cece" Cecil Elwood Harris
- Richard F. Hurd
- James P. Hagerstrom
- Walter A. Haas
- George F. Hall
- Sheldon O. Hall
- Louis R. Hamblin
- Robert M. Hamilton
- William F. Hanes Jr.
- Eugene R. Hanks
- Raymond F. Harmeyer
- Cameron M. Hart
- Lloyd P. Heinzen
- Ronald W. Hoel
- Roy B. Hogg
- James D. Holloway
- Wallace E. Hopkins
- Robert L. Howard
- David W. Howe
- Bernard H. Howes
- Charles W. Huffman
- John C. Hundley
- Robert Hurst
- Edwin L. Heller
- Herman Hansen Jr.
- Paul R. Hatala
- Francis W. Horne
- William L. Hood
- Thomas C. Haywood
- Robert J. Humphrey
- William T. Halton
- Leroy E. Harris
- Cotesworth B. Head Jr.
- Roger R. Hedrick, USN 12.0 kills
- William E. Henry
- Howard D. Hively
- Mayo A. Hadden Jr.
- Frederick A. Harris
- Kenneth F. Hart
- Edwin James Hernan Jr.
- George L. Hollowell
- Edward E. Hunt
- Thomas S. Harris
- Fred R. Haviland Jr.
- Allen E. Hill
- Frank D. Hurlbut
- Everett C. Hargreaves
- Thomas L. Hayes Jr.
- John H. Hoefker
- Ernest A. Harris
- William J. Hovde
- Albert C. Hacking Jr.
- Samuel E. Hammer
- Harry T. Hanna
- Chris J. Hanseman
- Walter R. Harman
- Thomas L. Harris
- Raymond E. Hartley Jr.
- Herbert B. Hatch
- Charles D. Hauver
- Russell C. Haworth
- Frank R. Hayde
- Frank C. Hearrell
- Robert Hedman
- Paul M. Henderson Jr.
- Randall W. Hendricks
- James E. Hill
- Donald E. Hillman (en)
- Hollis Harry Hills
- Kenneth G. Hippe
- Edwin W. Hiro
- Myron M. Hnatio
- John B. Hoag
- William R. Hodges
- Cullen J. Hoffman
- Besby F. Holmes
- Herbert N. Houck
- Edward R. Hoyt
- David M. Howler
- Howard R. Hudson
- Alvaro J. Hunter

### I
- Joe W. Icard
- Jack M. Ilfrey
- James C. Ince
- Julius W. Ireland
- Clayton M. Isaacson

### J
- James Jabara
- Michael Joseph Jackson
- Willie Otto Jackson Jr.
- Gilbert L.Jamison
- Bruce Donald Jaques
- Clarence Murl Jasper
- Arthur Ferdinand Jeffrey
- Otto DeVilbis Jenkins
- Robert H. Jennings Jr.[1]
- Alvin Julius Jensen
- Hayden Martin Jensen
- Verl Erwin Jett
- Gerald Walter Johnson POW 27/Mar/1944
- Wallace Robert Johnson
- James Kenneth Johnson
- Gerald Richard Johnson 22-set shooting down
- Evan Malbone Johnson 5th
- Clarence Oscar Johnson
- Byron Milton Johnson
- Arthur George Johnson Jr.
- Robert Samuel Johnson
- John Mitchell Johnston
- Robert Donald Johnston
- John Lewis Jones
- James Murell Jones
- Lynn Frank Jones
- Warren Leslie Jones
- Cyril William Jones Jr.
- Curran Littleton Jones
- Charles David Jones
- Ripley Ogden Jones
- Frank Cazenove Jones
- Wallace Robert Jordan
- Alwin Max Jucheim
- William H.Julian

### K
- Tom S. Kalaj
- William R. Kane
- Dale E. Karger
- Robert A. Karr
- Neel E. Kearby (en)
- Robert J. Keen
- LeRoy W. Keith
- William T. Kemp
- Charles Kendrick
- Daniel Kennedy
- Ira C. Kepford, USN 16.0 kills
- Leslie H. Kerr Jr.
- Robert Riffle Kidwell
- Donald David Kienholz
- Benjamin H. King
- Claiborne H. Kinnard Jr.
- William B. King
- William J. Kingston Jr.
- John R. Kincaid
- Robert Alexander Kincaid
- Charles W. King
- David L. King
- Claude R. Kinsey
- Marion F. Kirby (en)
- George N. Kirk
- Lenton F. Kirkland Jr.
- Floyd C. Kirkpatrick
- Phillip L. Kirkwood
- John A. Kirla
- George E. Kiser
- Frank W. Klibbe
- Robert H. Knapp
- William M. Knight
- Carroll S. Knott
- Charles W. Koenig
- Edward H. Kopsel
- Walter J. Koraleski Jr.
- William J. Kostick
- William A. Kostick
- Joseph J. Kruzel
- Henry B. Kucheman Jr.
- Ward A. Kuentzel
- Charles Murphy Kunz

### L
- Kenneth G. Ladd
- Dean S. Laird
- Wayne W. Laird
- Kenneth B. Lake
- George M. Lamb
- Robert A. Lamb
- William E. Lamb
- William E. Lamoreaux
- Richard C. Lampe
- John D. Landers
- Joseph L. Lang
- John H. Lane
- Willis G. Laney
- Ned W. Langdon
- Thomas G. Lanphier
- Donald A. Larson
- Leland A. Larson
- Charles W. Lasko
- Franklin C. Lathrope
- C.H. Laughlin
- Frank Lawler
- John B. Lawler
- Earl R. Lazear Jr.
- Michael J. Leahy
- Richard J. Lee
- Bryan A. Lemus
- Marlow J. Leikness
- Charles W. Lenfest
- Jack Lenox Jr.
- Francis J. Lent
- William N. Leonard
- John A. Leppla
- Alfred Lerch
- Joseph J. Lesicka
- William L. Leverette
- Bryan E. Lewis
- Warren R. Lewis
- William H. Lewis
- Lawrence P. Liebers
- Robert L. Liles
- Hugh D. Lillie
- James W. Little
- Robert Laing Little
- Elvin L. Lindsay
- Ted E. Lines
- Raymond H. Littge
- Gregory. K. Loesch
- John S. Loisel (en)
- John D. Lombard
- Charles P. London
- Herbert H. Long
- Maurice G. Long
- Donald S. Lopez, Sr. (en)
- Clifford Louie
- George G. Loving Jr.
- John H. Lowell
- Wayne L. Lowry
- Marvin W. Lubner
- Paul W. Lucas
- Carl J. Luksic
- John Forrest Luma
- Walter A. Lundin
- William M. Lundin
- Stanley J. Lustic
- Lowell C. Lutton
- Joseph P. Lynch
- John Joseph Lynch
- Thomas Joseph Lynch

### M
- John B. Maas Jr.
- L.A. Maberry
- "Mac" Charles Henry MacDonald
- John A. MacKay
- Christopher Lyman Magee
- Morton D. Magoffin
- William J. Maguire
- Jackson Barrett Mahon
- Keith Mahon
- Grant M. Mahoney
- Walker Melville "Bud" Mahurin (en)
- Charles M. Mallory
- Thomas E. Maloney
- Thomas H. Mann Jr.
- Jack Cyril Mankin
- Lee Paul Mankin jr.
- Armand G. Manson
- Harry A. March Jr.
- Gene E. Markham
- William P. Marontate
- Lester C. Marsh
- Bert W. Marshall Jr.
- Albert E. Martin Jr.
- Kenneth R. Martin
- Joe L. Mason
- William J. Masoner Jr.
- William H. Mathis
- Marvel Mathre
- Milden E. Mathre
- Joseph Z. Matte
- Chester K. Maxwell
- 'Dick' Lowell F. Maxwell Jr.
- W. Robert Maxwell
- Earl May
- Richard Hobbs May
- Ben I. Mayo Jr.
- Michele A. Mazzocco
- Paul G. McArthur
- T.H. McArthur
- "Dave" David McCampbell
- H. Allen McCartney Jr.
- Frank E. McCauley
- Thomas G. McClelland
- Robert W. McClurg
- Carroll W. McColpin (en)
- Ed O. McComas
- Charles M. McCorkle
- William A. McCormick Jr.
- Leo B. McCuddin
- Elbert S. McCuskey
- Gordon H. McDaniel
- Norman L. McDonald
- R. "Red" McDonald
- William F. McDonough
- Donald McDowell
- James N. McElroy
- William D. McGarry
- Donald Charles McGee
- Edward C. McGowan
- Bernard L. McGrattan
- John L. McGinn
- Selva E. McGinty
- Thomas McGuire
- John W. McGuyrt
- Pierce W. McKennon
- Joseph T. McKeon
- Donald J. McKinley
- William W. McLachlin
- Murry D. McLaughlin
- John McManus
- George B. McMillan
- Evan D. McMinn
- Donald M. McPherson
- Hamilton McWhorter III
- Nicholas Megura
- Roger W. Mehle
- Henry H. Meigs
- Louis A. Menard
- Adolph Mencin
- Virgil K. Meroney
- George L. Merritt Jr.
- Donald W. Meuten
- John Charles Meyer
- F. H. Michaelis
- Henry J. Miklajcyk
- Armour C. Miller
- Everett Miller
- Johnnie G. Miller
- Joseph E. Miller Jr.
- Thomas F. Miller
- Willard W. Millikan
- Robert C. Milliken
- Henry L. Mills
- Charles B. Milton
- Robert Mims
- Leslie D. Minchew
- Harris E. Mitchell (10)
- Henry E. Mitchell
- John W. Mitchell
- Sanford K. Moats (en)
- Leland P. Molland
- Norman W. Mollard
- Arthur P. Mollenhauer
- William W. Momyer (en)
- Franklin H. Monk
- John R. Montapert
- John T. Moore
- Robert W. Moore
- Glennon T. Moran
- Horace B. Moranville
- James B. Morehead (en)
- John L. Morgan Jr.
- Stanley B. Morrill
- James M. Morris
- Paul V. Morriss
- Bert D. Morris Jr.
- Mark L. Moseley
- William C. Moseley
- Robert C. Moss
- James D. Mugavero
- Gordon J. Muir
- Douglas W. Mulcahy
- Robert F. Mulhollen
- Paul A. Mullen
- Arthur H. Munson
- Paul C. Murphey Jr.
- Alva C. Murphy
- John B. Murphy
- Robert E. Murray
- Jennings L. Myers
- Raymond B. Myers

### N
- Joseph L. Narr
- Robert Hawthorne "Bob" Neale (en)
- H.A. Nelson
- Robert J. Nelson
- Robert K. Nelson
- John V. Newkirk
- Franklin A. Nichols
- Myrvin E. Noble
- Edward M. Nollmeyer
- Cornelius Nicholas Nooy
- Louis H. "Red Dog" Norley
- Marvin R. Novak
- George P. Novotny

### O
- Gilbert M. O'Brien
- William R. O'Brien
- Frank Q. O'Connor
- Edward Henry "Butch" O'Hare
- Jeremiah J. O'Keefe (en)
- Paul O'Mara Jr.
- Danny O'Neill
- Eugene W. O'Neill
- John G. O'Neill
- Lawrence F. O'Neill
- Jack J. Oberhansly
- Harvey Odenbrett
- Fred F. Ohr (en)
- Edwin L. Olander
- Austin LeRoy Olsen
- Charles Herman "Chuck" Older
- Robin Olds
- Norman E. Olson
- Paul E. Olson Jr.
- John Orth
- Ernest K. Osher
- Charles H. Ostrom
- Edward C. Outlaw
- Robert J. Overcash
- Edmund F. Overend
- Lloyd J. Overfield
- Edward W. Overton Jr.
- Edward M. Owen
- Donald C. Owen
- Joel A. Owens
- Robert G. Owens, Jr.

### P
- Elbert W. Parrish
- Carl W. Payne
- Chesley Gordon Peterson
- Joseph F. Pierce
- Sammy A. Pierce
- Spiros N. Pisanos
- Jack Pittman Jr.
- James N. Poindexter
- Robert Bruce Porter
- Edward S. Popek
- John E. Purdy
- Albert J. Pope
- Melvin M. Prichard
- George W. Pigman Jr.
- Claude W. Plant
- Nathan T. Post
- Luther D. Prater Jr.
- Frederick R. Payne
- MacArthur Powers
- James J. Pascoe
- Joseph J. Paskoski
- James L. Pearce
- James Eldridge Peck
- Gilbert Percy
- Francis E. Pierce Jr.
- John Pietz Jr.
- Hiram Clifford Pitts
- Zenneth Arthur Pond
- Tilman E. Pool
- Ralston M. Pound Jr.
- Frank H. Presley
- John Forrest Pugh
- John E. Petach
- Robert W. Prescott
- Peter E. Pompetti
- Richard A. Peterson
- Joe H. Powers Jr.
- Harry A. Parker
- Harvey P. Picken
- Joel B. Paris III
- George Earl "Ratsy" Preddy Jr.
- Melvyn R. Paisley
- Forrest F. Parham
- Edsel Paulk
- James E. Peck
- Oscar F. Perdomo (en)
- David P. Philips
- Edward A. Phillips
- Hyde Phillips
- Jared M. Phillips
- Kenneth R. Pool
- Philip B. Porter
- George H. Poske
- Ernest A. Powell
- Jack C. Price
- Royce W. Priest
- Roger C. Pryor

### Q
- Norwald R. Quiel
- Donald L. Quigley
- Michael J. Quirk

### R
- Valentine S. Rader
- Orvin H. Ramlo
- Robert J. Rankin
- C. B. Ray
- James V. Reber Jr.
- Arval J. Reberson
- Edward F. Rector (en)
- Eugene D. Redmond
- William N. Reed
- William C. Reese
- Horace B. Reeves
- Leonard R. Reeves
- Francis R. Register
- Dan R. Rehm Jr.
- T. Hamil Reidy
- J. Hunter Reinburg
- Russell L. Reiserer
- Thomas J. Rennemo
- Joseph E. Reulet
- Glenn M. Revel
- Andrew J. Reynolds
- Robert Reynolds
- Thomas W. Rhodes
- Elmer W. Richardson
- Robert H. Riddle
- Vincent A. Rieger
- Alden P. Rigby
- James F. Rigg
- Elwyn G. Righetti
- Paul S. Riley
- Ben Rimerman
- Andrew J. Ritchey
- Joe D. Robbins
- Jay Thorpe Robbins (en)
- Daniel T. Roberts Jr.
- Eugene Paul Roberts
- Newell O. Roberts
- Leroy W. Robinson
- Ross F. Robinson
- Edward F. Roddy
- F. Michael Rogers (en)
- Franklin Rose Jr.
- Ralph J. Rosen
- Herbert E. Ross
- Robert P. Ross
- Herman J. Rossi Jr.
- John R. Rossi
- Gerald L. Rounds
- Robert R. Rowland
- LeRoy A. Ruder
- Henry S. Rudolph
- John W. Ruhsam
- Donald E. Runyon
- Roy W. Rushing
- William A. Rynne

### S
- Robert J. Sandell
- Philip Sangermano
- Donald H. Sapp
- John J. Sargent
- Jimmie E. Savage
- Charles W. Sawyer
- Hartell H. Scales
- "Vick" Hartwell Victor Jr. Scarborough
- Thomas D. Schank
- Gordon E. Schecter
- Wilbur R. Scheible
- J. L. Schell
- Frank Schiel
- William J. Schildt
- James E. Schiller[1]
- David Carl Schilling (en)
- Glenn D. Schiltz Jr.
- Robert G. Schimanski
- Albert L. Schlegel
- LeRoy A. Schreiber
- Louis Schriber
- Duerr H. Schuh
- Robert Lee Scott
- Alexander F. Sears
- Maidrum L. Sears
- Albert Seckel Jr.
- Robert Byron See
- Harold E. Segal
- Robert K. Seidman
- Larry R. Self
- Robert W. Shackford
- Dale E. Shafer
- Courtney Shands
- Edward O. Shaw
- Robert M. Shaw
- Hugh V. Sherrill
- Charles A. Shields
- Ernest Shipman
- James A. Shirley
- Robert Bruce Shoals
- William A. Shomo (en)
- Robert L. Shoup
- Murray Shubin Jr.
- Lucien B. Shuler
- Perry L. Shuman
- Wallace E. Sigler
- Sam L. Silber
- John M. Simmons
- William J. Simmons
- Arthur Singer Jr.
- Lester H. Sipes
- Frank Sistrunk
- Norman C. Skogstad (en)
- Warren A. Skon
- Albert C. Slack
- William J. Sloan
- Armistead B. Smith Jr.
- Carroll C. Smith
- Carl Eugene Smith
- Clinton L. Smith
- Cornelius M. Smith Jr.
- Daniel F. Smith Jr.
- Donovan F. Smith
- Jack R. Smith
- John C. Smith
- John Malcolm Smith
- John Lucian Smith (en)
- Kenneth Darwin Smith
- Kenneth Guy Smith
- Leslie C. Smith
- Mervl M. Smith
- Nicholas J. Smith
- Paul A. Smith
- "Snuffy" Richard E. Smith
- Robert H. Smith
- Robert T. Smith
- Virgil H. Smith
- William N. Snider
- Irl V. Sonner Jr.
- James J. "Pug" Southerland (en)
- Kenneth C. Sparks
- Harold L. Spears
- Dale F. Spencer
- Clyde P. Spitler
- Richard E. Stambook
- Paul M. Stanch
- William J. Stangel
- Gordon A. Stanley
- Morris A. Stanley
- Arland Stanton
- Walter E. Starck
- Carlton B. Starkes
- James R. Starnes
- Edgar E. Stebbins
- Robert W. Stephens
- Everett W. Stewart
- Earl W. Stewart
- James C. Stewart
- James S. Stewart
- John S. Stewart
- Charles R. Stimpson (en)
- John D. Stokes
- Carl Van Stone
- Robert J. Stone
- John A. Storch
- Robert F. Stout
- Donald J. Strait
- William H. Strand
- John R. Strane
- Johnnie C. Strange
- Frederick J. Streig
- Chris T. Streng II
- Harvey W. Sturdevant
- John L. Sublett
- Richard C. Suehr
- Charles P. Sullivan
- Elliott Summer
- John F. Sutherland
- Robert C. Sutcliffe
- James E. Swett (en), Medal of Honor
- Harry W. Swinburne
- James S. Swope
- William J. Sykes
- John C.C. Symmes
- Stanley T. Synar

### T
- Franklin C. Thomas Jr.
- "Jimmy" John Smith Thach
- Reade Franklin Tilley
- Franklin W. Troup, ALABAMA
- Myron M. Truax
- John H. Truluck
- Edward B. Turner
- Gerald E. Tyler
- James B. Tapp
- Philip E. Tovrea Jr.
- James O. Tyler
- William L. Turner
- Eugene A. Trowbridge
- Richard E. Turner
- Wendell V. Twelves
- Ray A. Taylor Jr.
- Robert H. Thelen
- Charles H. Turner
- Francis Andell Terrill
- Harrison R. Thyng (en)
- Wilbur Jackson Thomas
- John F. Thornell Jr.
- William F. Tanner
- William Paul Thayer
- Frederick O. Trafton Jr.
- Robert D. Thompson
- Ralph G. Taylor Jr.
- David F. Thwaites (en)
- F.W. Tracy
- Grant M. Turley
- Gilbert F. Talbot
- Kenneth M. Taylor
- Oliver B. Taylor
- Will W. Taylor
- Robert F. Thomas
- Robert E. Tierney
- John A. Tilley
- Edward W. Toaspern
- John W. Topfill
- "Bud" Harrison B. Tordoff
- Ross E. Torkelson
- Eugene P. Townsend
- Clifton H. Troxell

### U
- Donald E. Umphres

### V
- Eugene Anthony Valencia (en)
- Herbert J. Valentine
- Rudolph Daniel Van Dyke
- Arthur Van Haren, Jr. (en)
- George R. Vanden Heuval
- Peter J. Vander Linden
- James S. Varnell Jr.
- Harley C. Vaughn
- Robert H. Vaught
- Milton N. Vedder
- Stanley W. “Swede” Vejtasa
- Clinton D. Vincent (en)
- Merriwell W. Vineyard
- Arnold E. Vinson
- Herman W. Visscher
- Harold E. Vita
- John E. Vogt
- John W. Vogt, Jr. (en)
- John James Voll
- Roy M. Voris
- Albert O. Vorse
- Alexander Vraciu

### W
- "Wildcat" Lance Cleo Wade
- Robert Wade
- Horace Q. Waggoner
- "Buzz" Boyd David Wagner (en)
- Joe W. Waits
- Kenneth Ambrose Walsh
- Thomas H. Walker
- Walter B. Walker Jr.
- Ralph H. Wandrey
- Kuan Fu Wang
- Lyttleton T. Ward
- Victor E. Warford
- Arthur T. Warner
- Jack R. Warren
- Edward T. Waters
- James A. Watkins
- Ralph J. Watson
- Charles E. Watts
- Oran S. Watts
- Sidney W. Weatherford
- Charles E. Weaver
- Claude Weaver III
- Wilbur B. Webb
- Willard J. Webb
- George Weigel
- Kevin "K-Dub" Walker
- Darrell G. Welch
- George S. Welch
- Robert E. Welch
- Robert D. Welden
- Alhert P. Wells
- Edward G. Wendorf
- Arthur E. Wenige
- John M. Wesolowski
- Warren M. Wesson
- Richard L. West
- Robert G. West
- Robert Burdette Westbrook
- Gregory J. Weissenberger
- Raymond Shuey Wetmore (en)
- William E. Whalen
- Elmer M. Wheadon
- "Whiz" William T. Whisner (en)
- Henry S. White
- John H. White
- Robert H. White
- Thomas A. White
- Roy E. Whittaker
- Samuel J. Wicker
- David C. Wilhelm
- Paul H. Wilkins
- James W. Wilkinson
- Bruce W. Williams
- Gerard M. H. Williams
- James M. Williams
- Russel D. Williams
- Felix D. Williamson
- Robert C. Wilson
- William F. Wilson
- Murray Winfield
- Robert P. Winks
- Theodore Hugh Winters Jr.
- Calvin C. Wire
- Ralph L. Wire
- John L. Wirth
- Lee V. Wiseman
- Robert A. Winston
- Lynn E. Witt Jr.
- Walter A. Wood
- Sydney S. Woods (en)
- Robert E. Woody
- John T. Wolf
- Judge E. Wolfe
- John L. Wolford
- Millard Wooley Jr.
- Robert C. Woolverton
- Malcolm T. Wordell
- George L. Wrenn
- Max J. Wright
- Ellis Win. Wright Jr.

### Y
- Charles Elwood Yeager

### Z
- Earling W. Zaeske
- Hubert "Hub" Zemke (en)
- John A. Zink
- Daniel J. Zoerb
- Charles J. Zubarik